# 普萊森特瓦利 (明尼蘇達州)
普萊森特瓦利（英語：Pleasant Valley）是位於美國明尼蘇達州卡爾頓縣倫歇爾鎮區的一個非建制地區。

## 地理
普萊森特瓦利所處的海拔為高於海平面281米（即922英呎），而該地所採用的時區為UTC-6，即北美中部時區（CST）。同時該地設有夏令時間，為UTC-6調快一小時，即UTC-5（CDT）。